# Marcello Simoni
Marcello Simoni (Comacchio, 27 giugno 1975) è uno scrittore italiano.
Tradotto in 20 Paesi, nel 2011 ha pubblicato il romanzo Il mercante di libri maledetti, che ha raggiunto il 2º posto nella classifica dei libri più venduti in Italia del 26 settembre. Nel 2013 vince il premio Lizza d'oro con L'isola dei monaci senza nome. Il 2 luglio 2015 pubblica L'abbazia dei cento delitti, romanzo primo in classifica che raggiunge un milione di copie. 

## Biografia
Marcello Simoni nasce a Comacchio, in provincia di Ferrara, nel 1975.
Laureato in Lettere all'Università degli Studi di Ferrara, lavora per circa un decennio come catalogatore di libri presso la biblioteca del Seminario Arcivescovile dell'Annunciazione. Pubblica diversi saggi presso case editrici locali e sulla rivista specialistica Analecta Pomposiana (redatta presso lo stesso Seminario). Alcuni di questi riguardano l'abbazia di Pomposa, con speciale attenzione agli affreschi medievali che raffigurano scene del Vecchio e del Nuovo Testamento e dell'Apocalisse.
Sul fronte della narrativa esordisce nel 2007 con L'Enigma dei Quattro angeli cui seguono alcuni racconti, uno inserito nell'antologia 365 racconti horror per un anno, a cura di Franco Forte, altri pubblicati sulla rivista letteraria Writers Magazine Italia.
Diventa popolare con Il mercante di libri maledetti (riedizione con alcune modifiche e tagli de L'Enigma dei Quattro angeli), thriller medievale che ruota intorno alla figura di Ignazio da Toledo, mercante di reliquie mozarabo, e a uno sfuggente manoscritto intitolato Uter Ventorum, in grado secondo leggenda di evocare gli angeli. In realtà questo volume è uno pseudobiblion come il Necronomicon citato da H.P. Lovecraft. Per il successo conseguito da questo romanzo l'autore ha ricevuto il 24 novembre 2011 il premio What's up Giovani Talenti per la cultura e il Premio Bancarella 2012.
Nell'ottobre del 2012 pubblica La biblioteca perduta dell'alchimista, con protagonista ancora il mercante Ignazio da Toledo, e a partire dall'agosto dello stesso anno Rex Deus. L'armata del diavolo, ebook a puntate poi pubblicato in cartaceo con il titolo L'isola dei monaci senza nome.
Dal 2016 inizia a collaborare anche con Einaudi editore, pubblicando per la collana Stile Libero una saga ambientata nel Seicento e dedicata alle indagini dell'inquisitore Girolamo Svampa. Nel 2019 pubblica un breve giallo medievale per Arnoldo Mondadori Editore, Il lupo nell'abbazia.
Il 21 gennaio 2020 è stato invitato in Senato dalla concittadina e senatrice Paola Boldrini a discutere di lettura come strumento di democrazia.
Il 12 maggio 2020 esce il suo nuovo romanzo, intitolato La selva degli impiccati, in cui si vede il celebre "ladro-poeta" del Quattrocento François Villon incaricato di assicurare alla giustizia Nicolas Dambourg, il capo di una banda di fuorilegge detta "Les Coquillards". Villon, che è condannato a morte per i suoi delitti, potrà scampare al capestro soltanto se riuscirà a farlo catturare.
Il 18 novembre 2021 esce il suo libro di racconti intitolato Il mistero delle dieci torri. Alcuni erano già usciti su riviste, altri sono totalmente inediti. In essi l'autore fa ricomparire Ignazio da Toledo, ma anche altri personaggi storici come Cosimo de' Medici, Leonardo da Vinci, il temibile corsaro Khayr al-Dīn Barbarossa, tornando quindi a personaggi, temi e luoghi cari al suo immaginario.

## Opere

### Saga del Mercante di libri
1. Il mercante di libri maledetti, Newton Compton Editori, 2011.[N 1]
2. La biblioteca perduta dell'alchimista, Newton Compton Editori, 2012.
3. Il labirinto ai confini del mondo, Newton Compton Editori, 2013.
4. Il segreto del mercante di libri, Newton Compton Editori, 2020.
5. La profezia delle pagine perdute, Newton Compton Editori, 2021.

### Rex Deus Saga
- L'isola dei monaci senza nome, Newton Compton Editori, 2013. È l'edizione cartacea dell'ebook Rex Deus. L'armata del diavolo, precedentemente pubblicato in cinque episodi:
  1. Il patto
  2. La loggia segreta
  3. Il monastero dimenticato
  4. La mappa del templare
  5. La reliquia scomparsa

### Codice Millenarius Saga
1. L'abbazia dei cento peccati, Newton Compton Editori, 3 luglio 2014, ISBN 978-88-541-6754-4
2. L'abbazia dei cento delitti, Newton Compton Editori, 2 luglio 2015, ISBN 978-88-541-7895-3
3. L'abbazia dei cento inganni, Newton Compton Editori, 23 giugno 2016, ISBN 978-88-541-9131-0

### Secretum Saga
1. L'eredità dell'abate nero, Newton Compton Editori, 19 giugno 2017. ISBN 978-88-227-0447-4
2. Il patto dell'abate nero, Newton Compton Editori, 28 giugno 2018. ISBN 978-88-227-1828-0
3. L'enigma dell'abate nero, Newton Compton Editori, 24 giugno 2019. ISBN 978-88-227-2959-0

### Indagini dell'inquisitore Girolamo Svampa
- Il marchio dell'inquisitore, Giulio Einaudi Editore, 2016.
- Il monastero delle ombre perdute, Giulio Einaudi Editore, 2018
- La prigione della monaca senza volto, Giulio Einaudi Editore, 2019
- Il pozzo delle anime, Giulio Einaudi Editore, febbraio 2023, ISBN 9788806247324
- L'angelo di pietra, Giulio Einaudi Editore, febbraio 2025, ISBN 9788806260811

### La saga della dinastia perduta
1. La torre segreta delle aquile, Newton Compton Editori, 1 luglio 2025, ISBN 978-88-227-9004-0

### Altri romanzi
- I sotterranei della cattedrale, Newton Compton Editori, 2013, romanzo breve.
- La cattedrale dei morti, Newton Compton Editori, 15 ottobre 2015.[N 2]
- Il lupo nell'abbazia, Mondadori, 2019.
- La selva degli impiccati, Giulio Einaudi Editore, 2020, ISBN 9788806243593
- Il mistero delle dieci torri, Newton Compton Editori, 18 novembre 2021, ISBN 978-88-227-6014-2.[N 3]
- La dama delle lagune, La Nave di Teseo, 17 marzo 2022, ISBN 9788834609309
- Il castello dei falchi neri, Newton Compton Editori, 28 giugno 2022, ISBN 978-88-227-6627-4
- Il profanatore di tesori perduti, Newton Compton Editori, 27 giugno 2023, ISBN 9788822745859
- La taverna degli assassini. Un'indagine di Vitale Federici, Newton Compton Editori, 31 ottobre 2023, ISBN 9788822779328
- Morte nel chiostro, La Nave di Teseo, 30 gennaio 2024
- L'enigma del cabalista, Newton Compton Editori, 2024
- Il teatro dei delitti. Un'indagine di Vitale Federici, Newton Compton Editori, 29 ottobre 2024, ISBN 9788822788542

### Racconti
- Galaverna, in Writers Magazine Italia, n. 21, 2010
- Il succubo, in 365 racconti horror per un anno, Delos Books, 2011
- Il terzo sacrificio, in PreTesti - occasioni di letteratura digitale, n. 2, 2011
- Triade demonica, in Writers Magazine Italia, n. 25, 2011
- Patatine splatter, in Knife, n. 3, 2012
- Il banchetto degli scacchi, in Giallo panettone, Mondadori, 2012
- I pirati di Negroponte, in Cuore di tigre, Piemme, 2013
- L'enigma del violino, in Estate in giallo, Newton Compton, 2013
- La torre dei supplizianti, in ThrillerMagazine.it (poi in formato pdf direttamente sulla pagina Facebook dell'autore), 2 agosto 2013 (prequel di Rex Deus Saga)
- La maledizione dello scarabeo, in Giallo Natale, Newton Compton, 2013
- Il bacio, nel giornale La Nuova Ferrara a pagina 28, 2 luglio 2014
- La prigione delle anime, in Delitti di Capodanno, Newton Compton, 2014
- Agalma, Omicidio di una statua, in La Lettura de Il Corriere della Sera, 15 agosto 2015 (un'avventura di Ignazio da Toledo)
- Il monastero sul mare, uscito in quattro puntate sulla Domenica de Il Sole 24 Ore, dal 31 luglio al 21 agosto 2016
- Il maestro di marionette, Giulio Einaudi Editore, 8 aprile 2018, ISBN 9788858429150
- L'aquila del mare, pubblicato in La lettura 8 aprile di Ferragosto di Repubblica, 15 agosto 2018
- Il pittore di mostri, in Storie Barocche, Piemme, giugno 2021.

### Saggi storici
- Le valli del Comacchiese. Trasformazioni morfologiche e insediative dal Bronzo Finale all'Alto Medioevo, Corbo Editore, 2001
- Interventi di archeologia urbana e di restauro a Comacchio (Atti del Convegno, Comacchio 22 febbraio 2002), Corbo Editore, 2002 (con studio sulla ceramica comune e sulle anfore di periodo tardoantico e altomedievale)
- Pellegrinaggi attraverso le terre del Delta intorno all'anno Mille: s. Romualdo, Ottone III e la vicenda dei Quinque fratres, in A mille anni dal martirio: l'eredità di san Romualdo e dei Quinque fratres, Atti del convegno (Ferrara, 15 novembre 2003), pp. 51–116
- La "legenda" di san Leo. Culto, "traditio" e labirinto nella storia di Voghenza, Ferrara e Montefeltro, in Analecta Pomposiana, n. 30 - 2005, pp. 9–122
- Verba depicta. Didascalie di tema biblico negli affreschi della navata maggiore di Pomposa, in Analecta Pomposiana, n. 33 - 2008, pp. 5–51
- Sogni e sognatori. La rappresentazione del sopor negli affreschi biblici di Pomposa, in Analecta Pomposiana, n. 34 - 2009, pp. 107–122
- Pomposa tra immagine e simbolo. Lettura e suggestioni a margine del ciclo biblico trecentesco, con due interventi di Massimo Oldoni, Edizioni Cartografica, Ferrara 2011
- I misteri dell'abbazia di Pomposa, La nave di Teseo, 2017
- Tarocchi magici e cavallereschi: La vera storia di Rolando, Add Editore, 2019.
- Angeli e diavoli: l'obbedienza e la ribellione Giulio Einaudi Editore Stile libero Vs, 2021.

## Premi e riconoscimenti
- 2011 - Premio What's Up Giovani Talenti, alla Cultura
- 2012 - Premio Bancarella (con Il mercante di libri maledetti)
- 2012 - Premio Emilio Salgari di letteratura avventurosa (Premio Giuria degli Esperti, con Il mercante di libri maledetti)
- 2012 - Premio Camaiore di letteratura gialla (finalista, con Il mercante di libri maledetti)
- 2013 - Premio Lizza d'Oro (con L'isola dei monaci senza nome)[4]
- 2016 - Premio Stampa Ferrara
- 2018 - Premio Il corsaronero
- 2018 - Premio Libroguerriero
- 2019 - Premio Jean Coste